# القصف الإسرائيلي على سفارة إيران في سوريا 2024
في 1 أبريل 2024، دمرت غارة جوية إسرائيلية المبنى الملحق بالقنصلية الإيرانية المجاور للسفارة الإيرانية في دمشق،سوريا، مما أسفر عن مقتل 16 شخصًا، من بينهم قائد كبير في فيلق القدس التابع للحرس الثوري. العميد محمد رضا زاهدي وسبعة ضباط آخرين في الحرس الثوري الإيراني.

## خلفية
منذ الثورة الإيرانية عام 1979، حافظت إيران على وجود قواتها في سوريا. بالإضافة إلى ذلك، فقد شاركت في تدريب وتمويل القوات شبه العسكرية من حزب الله، إلى جانب الميليشيات من العراق وأفغانستان، ليس فقط في سوريا ولكن أيضًا في لبنان. ومنذ اندلاع الحرب الأهلية السورية في عام 2011، شنت إسرائيل مئات الغارات الجوية استهدفت عناصر وأماكن حزب الله داخل البلاد.
ومع بداية الحرب الفلسطينية الإسرائيلية في تشرين الأول/أكتوبر 2023، زادت إسرائيل من كثافة هجماتها على سوريا. في الفترة من 12 إلى 22 أكتوبر 2023، شنت إسرائيل ثلاث هجمات على الأقل على المطارات في سوريا، وخاصة على دمشق حلب. والجدير بالذكر أن إسرائيل نفذت اغتيال رضي موسوي، وهو جنرال إيراني كبير، في العاصمة السورية دمشق في 25 كانون الأول/ديسمبر 2023، والعميد صادق أوميد زاده، ضابط استخبارات في فيلق القدس التابع للحرس الثوري الإيراني، في 20 كانون الثاني/يناير 2024.

## الهجوم
في 1 أبريل 2024، دمر المبنى الملحق بالقنصلية الإيرانية المجاور للسفارة الإيرانية في دمشق بغارة جوية إسرائيلية. وزعم السفير الإيراني حسين أكبري أن مبنى القنصلية "استهدف بستة صواريخ من طائرات حربية إسرائيلية من طراز إف-35". وكان الهدف الرئيسي للهجوم هو قائد فيلق القدس في الحرس الثوري الإيراني، العميد محمد رضا زاهدي، الذي قُتل في الهجوم. وذكرت صحيفة نيويورك تايمز أن مصدرًا مجهولًا من الحرس الثوري قال إن الغارة استهدفت اجتماعًا بين مسؤولي المخابرات الإيرانية ومسلحين فلسطينيين، بما في ذلك قادة حركة الجهاد الإسلامي الفلسطينية، الذين كانوا يناقشون الحرب في غزة. وأظهرت لقطات وصور من منطقة القنصلية بعد الهجوم أضرارا جسيمة ونيرانا ودخانا. وذكرت وسائل إعلام إيرانية أن المبنى دمر بالكامل وأن السفير وعائلته الذين كانوا يقيمون في السفارة المجاورة لم يصابوا بأذى.

## الإصابات
قُتل ستة عشر شخصًا، من بينهم سبعة جنود من الحرس الثوري، وخمسة من رجال الميليشيات المدعومة من إيران، ومقاتل من حزب الله، ومستشار إيراني، ومدنيان. وبالإضافة إلى زاهدي، كان من بين الضحايا نائب زاهدي العميد محمد هادي حاج رحيمي وخمسة مسؤولين إيرانيين: حسين أمان إلاهي، وسيد مهدي جلالاتي، وعلي آغا بابائي، وسيد علي صالحي روزباهاني، ومحسن صدقات. وكان زاهدي هو أكبر ضابط في الحرس الثوري الإيراني يُقتل منذ اغتيال قاسم سليماني في يناير/كانون الثاني 2020.

## الرد الإيراني
وفي عدة مدن في جميع أنحاء إيران، بما في ذلك العاصمة طهران، وتبريز وأصفهان، تجمعت حشود كبيرة من المتظاهرين وهم يلوحون بالأعلام الفلسطينية والإيرانية ويطالبون بالانتقام. وأخليت سبع سفارات إسرائيلية رداً على التهديد المحتمل بشن هجوم انتقامي إيراني، بعد أن ألقت إيران باللوم علنا على إسرائيل وتعهدت بالانتقام. ونشر الجيش الإسرائيلي أنظمة تشويش GPS داخل تل أبيب للحماية من الهجمات الجوية المحتملة من قبل إيران. وتتوقع الولايات المتحدة هجوماً إيرانياً كبيراً على القواعد الأمريكية أو الإسرائيلية في الأسبوع الذي يبدأ من 8 إلى 12 أبريل/نيسان.

## ردود الفعل

الدول التي أدانت القصف الإسرائيلي على السفارة الإيرانية
الدول التي أعربت عن قلقها
الدول التي أعربت عن قلقها ودعت إلى إجراء المزيد من التحقيقات

### محلية
- إيران: تعهد علي خامنئي، المرشد الأعلى، برد قاس على الهجوم. وقال المستشار السياسي لخامنئي، علي شمخاني، إن الولايات المتحدة "تظل المسؤول المباشر سواء كانت على علم بنية تنفيذ هذا الهجوم أم لا". كما بعثت إيران برسالة إلى مجلس الأمن التابع للأمم المتحدة قالت فيها إنها "تحتفظ بحقها المشروع والأصيل في الرد بشكل حاسم".[28]
- إسرائيل: قال دانيال هاغاري، المتحدث باسم الجيش الإسرائيلي، للصحفيين: "بحسب معلوماتنا الاستخبارية، هذه ليست قنصلية ولا سفارة". وأضاف أن الهدف الذي قصف كان "مبنى عسكرياً لقوات القدس متنكرا في هيئة مبنى مدني في دمشق". وقال وزير الدفاع يوآف غالانت إن "إسرائيل تعمل على أن توضح لكل من يعمل ضدنا في جميع أنحاء الشرق الأوسط أن ثمن العمل ضد إسرائيل سيكون ثمناً باهظاً". وأخبرت إسرائيل الولايات المتحدة أنه إذا شنت إيران هجومًا من أراضيها ضد إسرائيل ردًا على ذلك، فإن ذلك سيؤدي إلى رد فعل قوي من إسرائيل، مما قد يؤدي إلى تصعيد الصراع الحالي إلى درجة أعلى من الشدة.[29] وقد قامت إيران بالهجوم على إسرائيل بطائرات مسيرة أصابت أهداف عدة في الداخل المحتل
- سوريا:

### دولية
- الصين:
- الكويت: «أعربت وزارة الخارجية الكويتية اليوم الاثنين عن إدانة واستنكار دولة الكويت الشديدين للقصف الذي تعرضت له القنصلية الإيرانية في العاصمة السورية دمشق وتسبب في وقوع عدد من الضحايا ورأت الوزارة في بيان أن هذا القصف يعتبر اعتداء سافرا على سيادة الأراضي السورية وانتهاكا صارخا لكافة القوانين والأعراف الدولية لاسيما تلك التي تمنح الحماية للبعثات الدبلوماسية والسلامة لمنتسبيها»[30]
- لبنان:
- عُمان:
- باكستان:
- قطر:
- روسيا:
- الإمارات العربية المتحدة:
- الولايات المتحدة:

### منظمات
- جامعة الدول العربية:
- الاتحاد الأوروبي:
- مجلس التعاون الخليجي:
- الأمم المتحدة: